# 두바이랜드
두바이랜드(Dubailand)는 아랍에미리트 두바이에 건설중인 세계 최대의 엔터테인먼트 시설이다. 약 50억 달러의 투자로 건설이 시작되었고 2024년에 개업할 예정이다.

## 역사
계획은 2003년 10월 23일에 공식 발표되었다. 30 평방 피트 (278km2)의 부지 내에는 6개의 구역으로 나눌 예정이다. 내부는 테마파크, 호텔, 스키장 , 영화관, 오피스, 박물관 등 다양한 시설이 들어설 예정이다. 원래는 2008년 완공될 예정이었다. 하지만, 경제 위기로 보류되었으며 2013년 중반에 돼서야 개발이 재개되었다. 현재로는 2020년 전에는 오픈될 예정이다.